# Leo Butnaru
Leo Butnaru, né à Negureni (en) (district de Telenești, république de Moldavie) le 5 janvier 1949, est un poète, prosateur, historien littéraire, essayiste et traducteur roumain. 
Il est licencié en journalisme et philologie roumaine (université d'État de Chișinău, 1967-1972). En 2019, certains médias internationaux ont annoncé que Leo Butnaru avait été nommé pour le prix Nobel de littérature.

## Biographie
Leo Butnaru est né à Negureni (district de Telenești, République de Moldova) le 5 janvier 1949. Il est licencié en journalisme et philologie roumaine (Université d'État de Chișinău, 1972). Il a travaillé dans la presse périodique en tant que rédacteur et rédacteur en chef à : Tinerimea Moldovei, Literatura și arta, Moldova. Il a débuté dans les lettres avec la plaquette de vers Aripă în lumină (1976). En janvier 1977, il devient membre de l'Union des écrivains soviétiques. Au mois de septembre de la même année, il est limogé de la rédaction du journal Tinerimea Moldovei pour avoir promu la publication d'un essai sur Mihail Kogălniceanu qui contrevenait à la ligne de l'idéologie officielle. 
Entre 1990 et 1993, il a été vice-président de l'Union des écrivains de Moldovie. À partir de 1993, il est aussi membre de l'Union des écrivains de Roumanie. Il est depuis plusieurs années le président de la filiale Chișinău de l'Union des écrivains de Roumanie, ainsi que membre du Conseil de celle-ci,.

## Activité littéraire
Il a publié des volumes de poésies, proses, essais, interviews et traductions parus dans des maisons d'édition à Chișinău, Iași, Bucarest, Alba Iulia, Cluj, Timișoara, Nădlac, Paris, Madrid, Moscou, Roussé (Bulgarie), Niš (Serbie), Kazan (Tatarstan), Kiev (Ukraine), Bakou (Azerbaïdjan), Allemagne. 
Leo Butnaru est préoccupé par l’avant-gardisme européen du début du XXe siècle, notamment ceux russe et ukrainien ; il a traduit des œuvres de Velimir Khlebnikov, Alexeï Kroutchenykh, Vladimir Maïakovski, Marina Tsvetaïeva, Ossip Mandelstam, Anna Akhmatova, Daniil Harms, Igor Bakhterev, Leonide Dobytchine, Nina Chabias, Ian Satounovski, des poètes contemporains Е. Stepanov, V. Pavlova, A. Veprev et de nombreux autres auteurs russes. Il a élaboré une anthologie de poésie universelle, ainsi que les anthologies : L'Avant-garde russe (2 volumes), L'avant-garde russe. Dramaturgie, Les manifestes de l'avant-garde russe, Panorama de la poésie avant-gardiste russe (2015) ; Panorama de la poésie avant-gardiste ukrainienne (2017).

## Poèmes
- Aripă în lumină (Chișinău, 1976)
- Sâmbătă spre duminică (1983)
- Formula de politețe (1985)
- Duminici lucrătoare (1988)
- Șoimul de aur (1991)
- Puntea de acces (1993)
- Vieți neparalele (1997)
- Gladiatorul de destine (1998)
- Identificare de adresă (1999)
- Lamentația Semiramidei (2000)
- Strictul necesar (2002)
- Cetatea nu e gata de război (2003)
- Sfinxul itinerant (2004)
- Din sens opus (Ed. Cartea Moldovei, 2008)
- Ordine de zi, ordine de noapte (Ed. Valman, 2009)
- Jefuindu-l pe Picasso (Ed. Vinea, 2011)
- În ambuteiaj & Partițiuni Nabokov (Chișinău 2012)
- Cu genunchii pe zaruri (Ed. Tracus Arte, 2014)
- Instructajul santinelei de sine (Junimea, 2015)
- Protestatarul și orga (Iași, "Ed. 24: Ore", 2016)
- Surfing în Galileea (Alfa, 2017).

## Prose
- De ce tocmai mîine-poimîine? (1990)
- Îngerul și croitoreasa (1998)
- Ultima călătorie a lui Ulysses (2006)
- Copil la ruși (2008), Ruleta românească (Ed. RAO - Prut Internațional, 2010)
- Îngerii și râsu-plânsu (Bucarest, 2011)

## Essais
- Umbra ca martor (1991)
- Lampa și oglinda (2001)
- Șlefuitorul de lentile' (2005)
- A opta zi (2008), Românii, Enciclopedia sufletului rus & Gombrowicz (2008)
- Lista basarabeană. Copil la ruși (București 2013)
- Dincolo de suprafață, Știința, Ch. 2013.

## Journaux
- Student pe timpul rinocerilor (2000)
- Perimetrul cuștii (2005), Liberi în orașul interzis/ Drumul cu hieroglife (jurnal chinez, 2007),
- Drumuri cu și fără hieroglife. Jurnale (Yes-eu) de călătorie, 1989-2011 (2012).

## Distinctions et prix
- Plusieurs prix de l' Union des écrivains de Moldova;
- Prix de l' Union des écrivains de Roumanie (1998; 2015)[5] ;
- Prix National de la République de Moldavie (2002) ;
- Prix du Comité directeur et du Conseil de l' Union des écrivains de Roumanie (2008) ;
- Prix de l' Association des publications littéraires et des maisons d'éditions de Roumanie : l' Écrivain de l'année 2009 ;
- Prix Constantin Stere du Ministère de la Culture de Moldova (2013) ;
- Grand prix et Couronne de laurier au Tournoi de poésie de Neptun-Mangalia, organisé par l'Union des écrivains de Roumanie (2016).
- Distinctions d'État de la République de Moldavie et de la Roumanie.